# Centropages typicus
Centropages typicus är en kräftdjursart som beskrevs av Henrik Nikolai Krøyer 1849. Centropages typicus ingår i släktet Centropages och familjen Centropagidae. Arten är reproducerande i Sverige. Inga underarter finns listade i Catalogue of Life.